# Corpo Veterinário da Armada Real
O Corpo Veterinário da Armada Real (em inglês: Royal Army Veterinary Corps - RAVC) é uma divisão militar administrativa e operacional da Armada britânica que é responsável pela provisão, treinamento e cuidado de animais.
O Corpo Veterinário da Armada Real cuida principalmente de cachorros e de cavalos, mas há outros mascotes regimentais na armada pelos quais também são responsáveis.
Originalmente, o Serviço Veterinário da Armada (em inglês: Army Veterinary Service) foi fundado em 1796 pelo ultraje público concernindo à morte de cavalos. John Shipp foi o primeiro cirurgião veterinário a ser comissionado dentro da Armada Britânica em 25 de Junho de 1796, data reconhecida como o dia da fundação do Corpo Veterinário da Armada Real.